# Домер, Ламберт
Ламберт Домер (нидерл. Lambert Doomer, 11 февраля 1624, Амстердам — 2 июля 1700, Амстердам) — голландский живописец и рисовальщик эпохи Золотого века голландской живописи.

## Биография
Отцом Ламберта был мастер-краснодеревщик Герман Домер (1595—1650), который прочил сыну карьеру мебельщика. Однако того больше интересовала живопись. Пользуясь тем, что отец поставлял Рембрандту рамы для его картин, он часто посещал мастерскую художника и около 1644 года поступил к учеником в мастерскую выдающегося художника.
Для окончания своего художественного образования в 1646 году Ламберт Домер в компании с Виллемом Схеллинксом отправился в морское путешествие в Нант, а затем по берегам реки Луары в северо-западную Францию. В 1663 году он совершил путешествие вниз по Рейну до Швейцарии.
Результатом этих поездок было обширное собрание топографических рисунков, что со временем стало его специализацией. Рисунки Ламберта были включены в «Большой атлас» амстердамского картографа и коллекционера Лоренса ван дер Хема. Кроме большого количества рисунков Домер писал пейзажи и натюрморты, картины бытового жанра и на библейские сюжеты, портреты в стиле Фердинанда Бола.
Домер был также успешным коллекционером произведений искусства. Его материальное состояние позволило приобрести на аукционе в 1658 году большое количество рисунков и альбомов Рембрандта после банкротства художника.
В 1669 году он переехал в северную Голландию, в город Алкмар, где писал портреты знатных людей в стиле Бартоломеуса ван дер Хелста. В 1695 году вернулся в родной Амстердам, где и скончался 2 июля 1700 года.

## Галерея

Город на горе. Бумага, сепия, кисть. Библиотека университета, Лейден
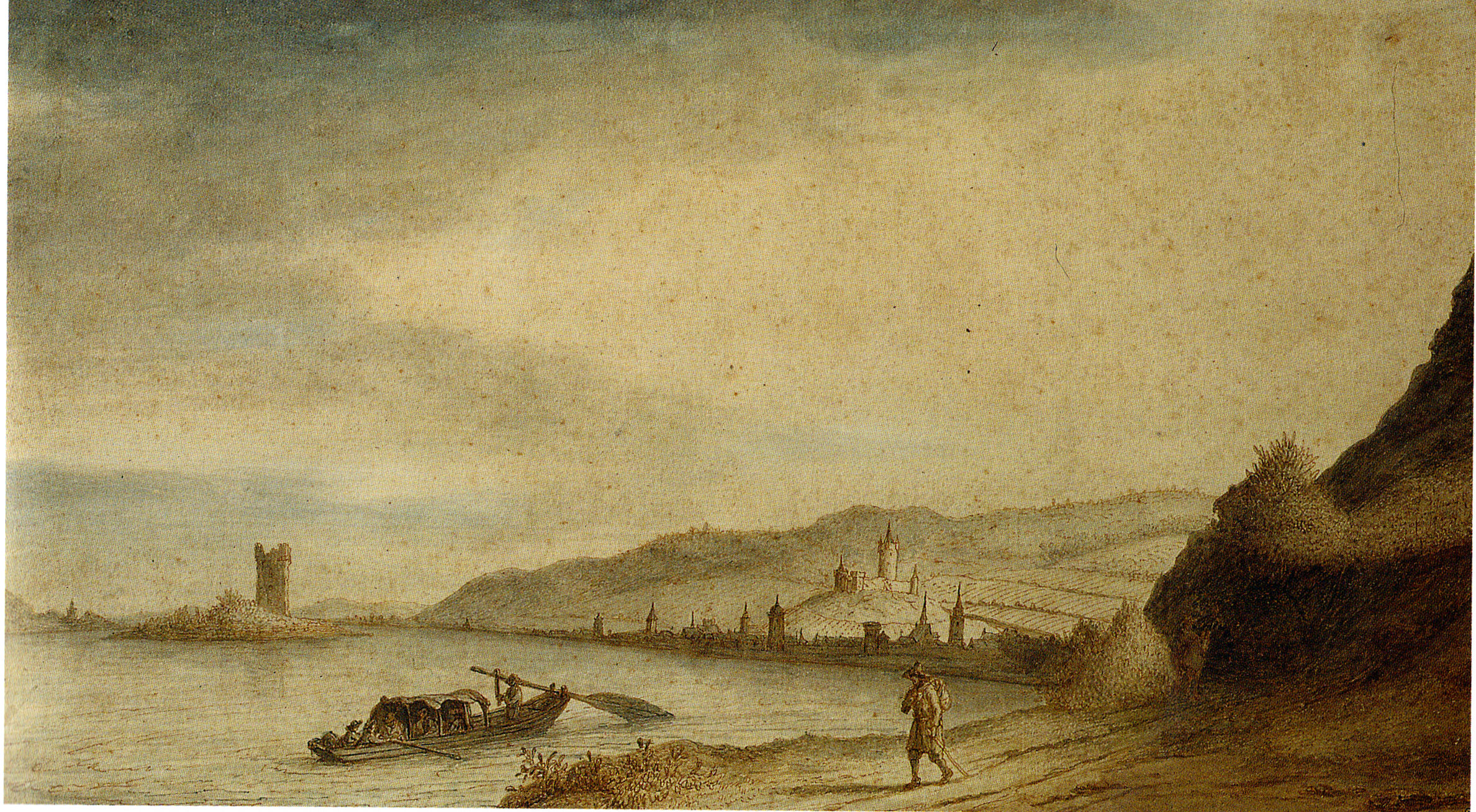
Вид города Бинген с башней Мюйзен по середине Рейна. Около 1663. Бумага, сепия, акварель
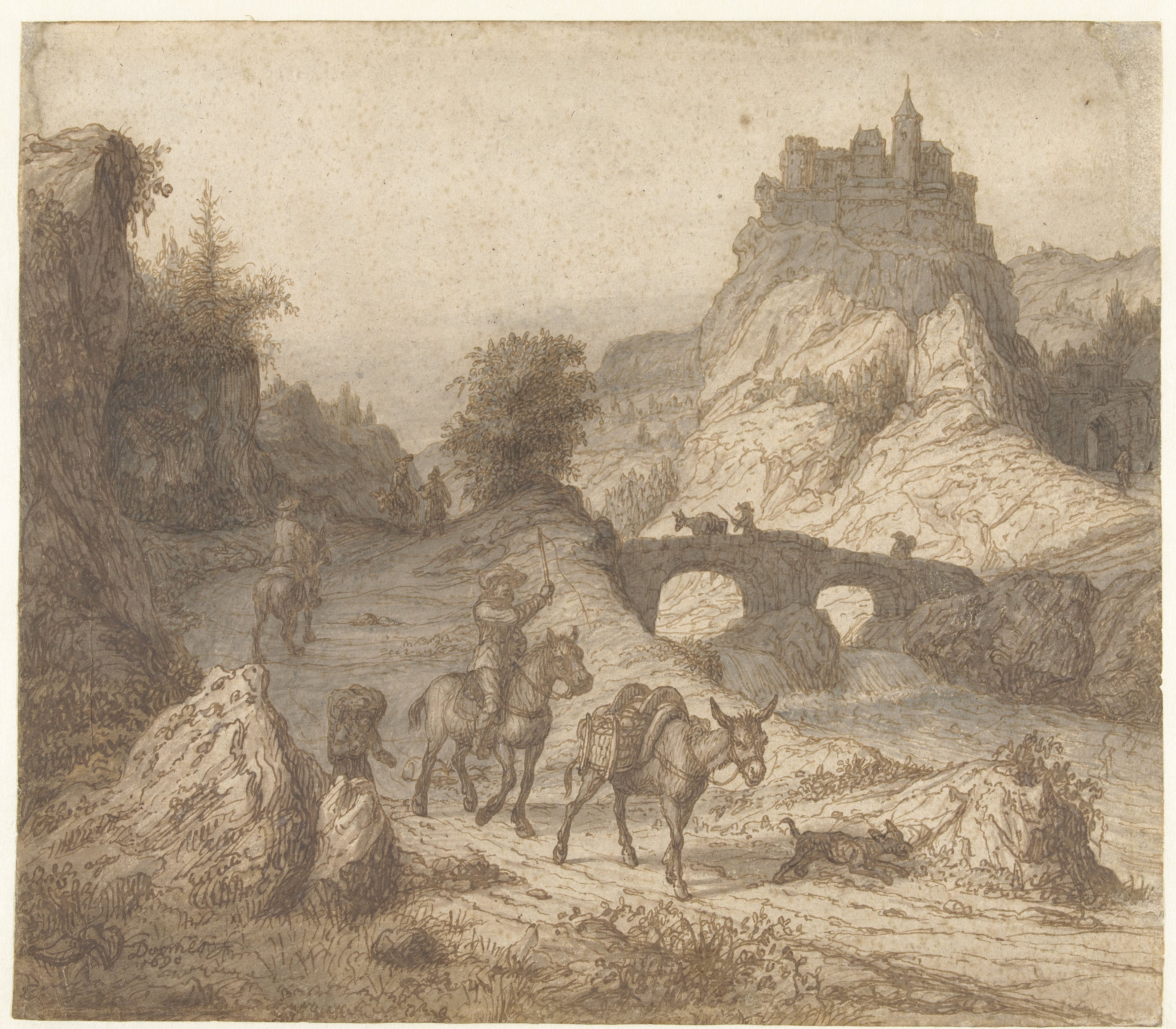
Горный пейзаж с замком и фигурами. 1690. Бумага, тушь, перо, кисть. Рейксмюсеум, Амстердам
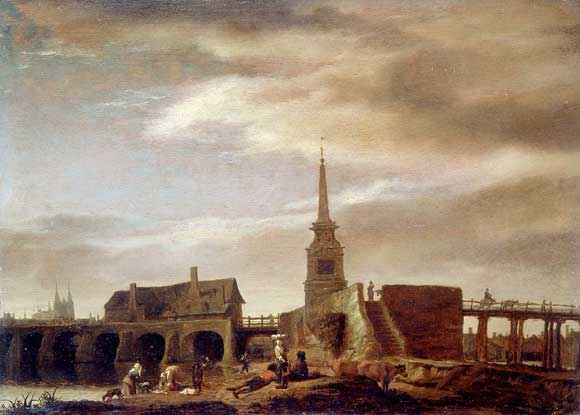
Мост на Майне в Анже. Между 1646 и 1660. Холст, масло. Лувр, Париж
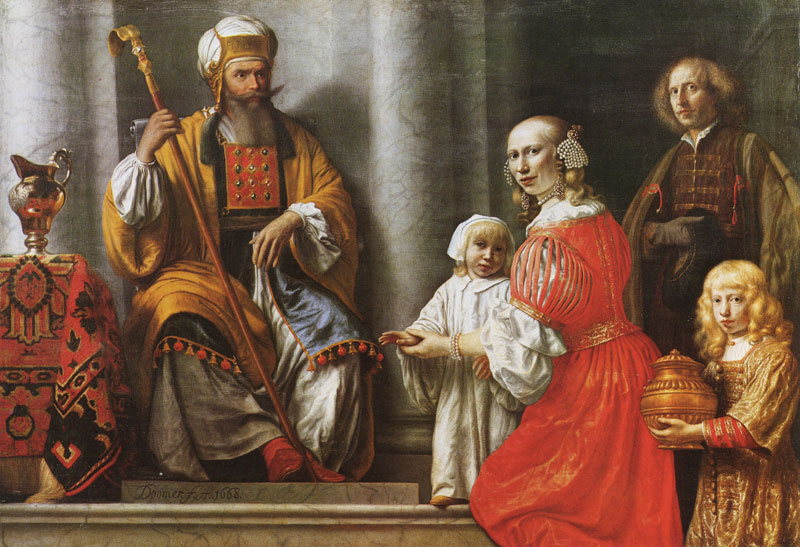
Ханна приносит сына Самуила Илии. 1668. Холст, масло. Музей изящных искусств, Орлеан
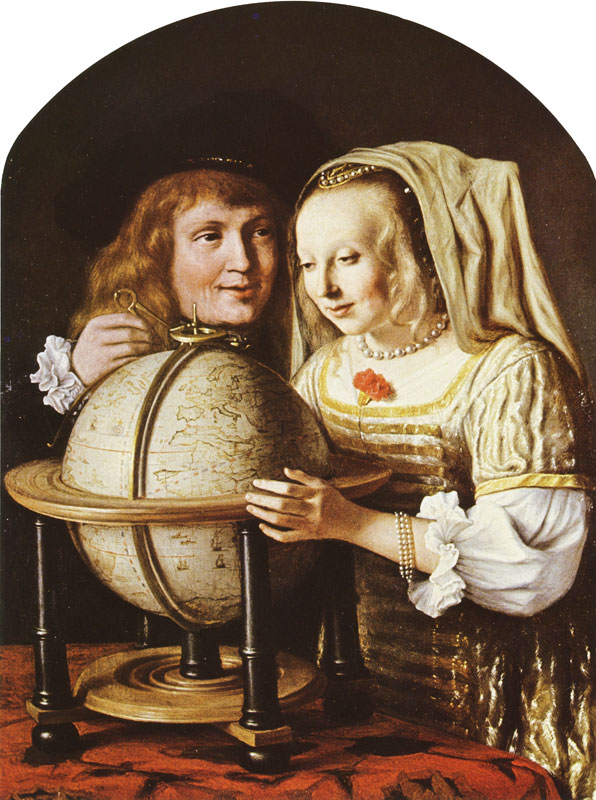
Пара, рассматривающая глобус. 1658. Дерево, масло. Вермонтский университет, Бёрлингтон, США
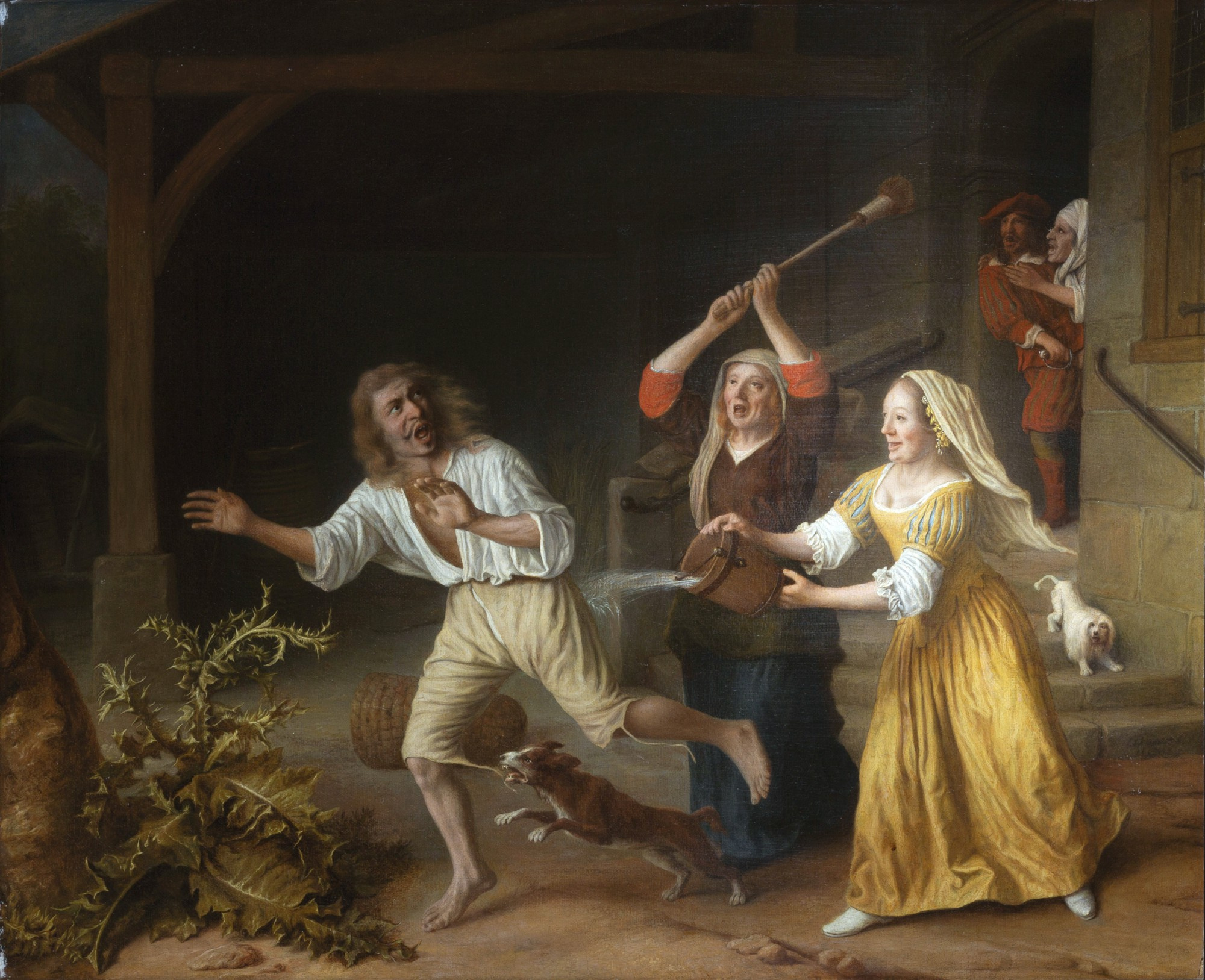
Изгнание блудного сына из публичного дома. Холст, масло. Частное собрание